# Pantélégraphe

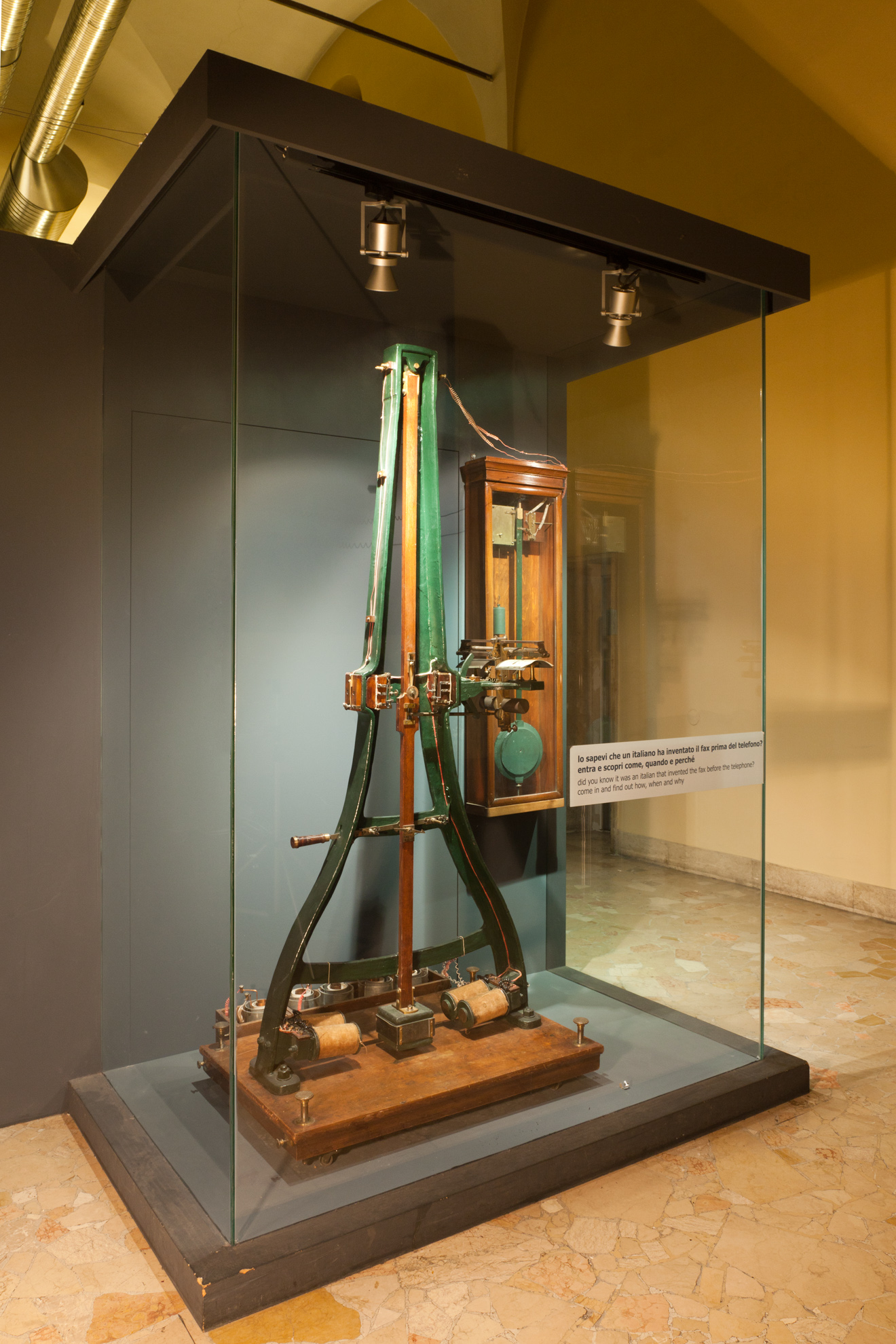
Réplique de 1933 du pantélégraphe de Giovanni Caselli exposée au Musée des sciences et des techniques Léonard de Vinci de Milan

Le pantélégraphe est un télégraphe autographique, l'ancêtre du fax.
Il a été exploité commercialement au XIXe siècle en France et expérimentalement dans d'autres pays.

## Description
Le pantélégraphe de l'abbé Giovanni Caselli permettait la reproduction au trait à distance, par une ligne télégraphique, d'un dessin fait avec un crayon spécial sur un support spécial.
Le document est un tracé au crayon à mine isolante sur un support en feuille d'étain, conducteur. L'analyse s'effectue par balayage alternative, avec une pointe dont le mouvement est réglé par un lourd pendule.
Le récepteur utilise un papier imprégné électrosensible.
La synchronisation des appareils se faisait manuellement, au début de la transmission.

## Dates
- 1856 : premier prototype concluant
- 1857 : début de la collaboration entre Giovanni Caselli et Paul Gustave Froment
- Création de la Société du Pantélégraphe
- 1860, 10 mai : démonstration de l'appareil face à Napoléon III dans les ateliers de Froment
- 1860, novembre : tests réussis sur la ligne télégraphique Paris-Amiens
- 1861, septembre : démonstrations à l'occasion de l'exposition de Florence, sur la demande du roi Victor-Emmanuel II
- 1863 : 
  - Autorisation accordée pour l'exploitation officielle d'une première ligne entre Paris et Marseille
  - Autorisation d'une exploitation expérimentale de quatre mois entre Londres et Liverpool
  - Démonstration face à deux hauts fonctionnaires de l'Empire chinois, l'intérêt pour la transmission des idéogrammes est élevé
- 1865 : 16 février, le gouvernement français adopte le pantographe Caselli pour l’administration des lignes télégraphiques et instaure une taxe calculée d’après la dimension de la surface du papier[1]
- 1884 : Tractations entre la Chine et l'Italie dans le but de réaliser une expérimentation du pantélégraphe à Pékin. Elles restent sans suite

## Vie
Le pantélégraphe reçut un accueil particulièrement euphorique. Toutefois, cette invention n'a pas eu de résultat économique à la hauteur de cet accueil. Ceci pour plusieurs raisons :
- La transmission exige un dessin avec le crayon spécial sur le support spécial.
- L'exploitation en Italie est abandonnée, et en France il y a peu de bureaux équipés.
- L'administration des Télégraphes en France maintient un tarif prohibitif sur les télégrammes autographes, correspondant au long temps de transmission nécessaire.
- Le prix par centimètre carré cantonne le pantélégraphe aux transmissions des signatures autographes, même s'il peut transmettre n'importe quel dessin.
- Le télégraphe propose une communication authentifiée par une procédure d'échange de numéros de dépêche avec inscription sur un registre, qui rend la transmission d'une copie de signature inutile, tout en coûtant moins cher, tant en temps de transmission qu'en personnel qualifié.

## Annexe